# Шаройский диалект
Шаройский диалект (чечен. Шаройн диалект) — диалект чеченского языка. Носители проживают в юго-восточной части Чеченской Республики — в Шаройском районе, и в селении Новый Шарой Ачхой Мартановского района.

## Общие сведения
Учёными выявлено, отличия грамматического показателя класса в некоторых личных местоимениях шаройского диалекта от грамматического показателя класса сопоставимых личных местоимений литературного чеченского языка.
Сравнительные примеры:

хье́лий(чеч.) — хьа́йл (коровы)

ге́зарий — га́йзар (козы, козлы)

ве́жарий — ва́жар (братья)

ков — кау (ворота)

бӏов — бӏау (боевая башня)

йи́жарий — йа́жар (сестры)

хье́ший — хьа́йша (гости)

хье́чаш — хьа́каш (сливы)

тӏе́маш — тӏа́маш/тӏа́миш (крылья)

ке́даш — ка́даш (чашки)

Ӏа́ьмнаш — Ӏа́маш (озера)

лаь́мнаш — ла́маниш (горы)

гу́ьйрие — гу́йр (осень)

Ӏу́ьйрие — Ӏу́йр (утро)

су́ьйрие — су́йр (вечер)

воь́лу — вие́ла (смеюсь)

доь́шу — дие́ша (читаю)

доь́ху — дие́ха (прошу)

хьоь́ху — хьие́ха (учу)

лаь́цна — ла́сна (поймал)

де́вдира — бо́вдира
(бежали)

ну́ц — но́вц (зять)

са́йниг, хьа́йниг, са́йнаш — са́йдар, хьа́йдар, са́йбарш/сайбариш (мой, твой, мои)

му́ха — миха (как, какой)

у́ггар — о́ггар/оггур (очень)

хӏи́нца — хӏу́нза (сейчас, теперь)

би́е — ми́е
ко́ртали — курти́ллар (шаль)

йи́лбаз — и́лбиз (бес)

е́шап — йа́шаб (ведьма)

хьаж — хьаг (лоб)

ста́ргӏа — со́рогӀ (бычок)

охьаха́а — Ӏаха́ (сесть)

доь́хка — ди́рк (пояс, ремень)

шо́вда — инз, и́нзи (родник)

ирча, цӀаьрмат — джогӏур, цӀормат (уродливый, некрасивый)
В позиции после сонанта р в исходе слова чеченскому литературному глухому спиранту с в шароевском диалекте регулярно соответствует глухая аффриката ц:

Урс — урц

Наьрс — нарц

гӏирс — гӏирц

пхьарс — пхьарц

арс — арц
В позиции после сонанта р чеченскому литературному глухому спиранту ш в шароевском диалекте соответствует глухая смычная аффриката ч (аналогично кистинскому):

боь́рша — буо́рча (самец)

хуо́рша — хуо́рча (малярия)

Ӏарш — Ӏарч (небеса)

ма́ршо — ма́рчо (свобода)
Некоторые сравнения шаройского диалекта с литературным языком
баба — бабай/баб (бабушка)
буо — буобиер (сирота)
стаг — саг (мужчина)
къано — къонуо (старейшина)
къоршкъали — къашкъури (ряженный)
обарг — обург/абург (абрек)
туркх — туракх (глашатай)
кхочар — кхочурхуо (близкий родственник)
кӀант — кӀанат (сын, молодец)
майра — мар (муж)
тхьамда — тхьамад (вождь)
хьаькам — хьаким (начальник)
хьуьнхуо — хьунхехуо (лесник)
ваша — воша (брат)
йиша — йоша (сестра)
гаки — гакай (малютка)
доьзал — дизул (семья)
мехкарий — маркар/маркарий (девушки)
эмгар — энгир (соперница)
стунда — сунда (тесть)
стуннана — сунана (теща)
стунваша — сувош (шурин)
стунйиша — суйош (свояченица)
тӀаьхьие — тӀихьие (потомство)
белхалуо — балхилуо (рабочий)
Ибрагим Юнусович Алироев, учёный-чеченовед .